# Incio (parroquia)
Incio (llamada oficialmente Santa Cruz do Incio) es una parroquia española del municipio de Incio, en la provincia de Lugo, Galicia. Está formada por una única entidad de población, Cruz do Incio, capital del municipio.

## Etimología
La palabra Incio procede de la forma medieval Onitio, registrada desde el siglo IX. La parroquia también es conocida por el nombre de Santa Cruz de Incio.

## Límites
La parroquia se encuentra en el sur del municipio. Limita con las parroquias de Sirgueiros al norte, Óutara (en el municipio de Puebla del Brollón) al sur, Hospital al este y Eirexalba al oeste.

## Historia
La parroquia se creó a finales del siglo XIX. Hasta entonces formaba parte de la parroquia de Sirgueiros.

## Organización territorial
La parroquia está formada por una entidad de población, que es la capital del municipio:
- Cruz do Incio (A Cruz do Incio)

## Demografía
| Gráfica de evolución demográfica de Incio entre 2000 y 2023 |
|                                                             |
| Datos según el nomenclátor publicado por el INE.            |

## Comunicaciones
Cruz do Incio se encuentra en un cruce de caminos. El principal acceso es la carretera LU-644, que parte del centro de la localidad hacia el oeste y llega a Rubián y Bóveda (a esta última por la LU-643) y permite enlazar con el corredor CG-2.2 a Lugo y Monforte de Lemos. 
También pasa por Cruz do Incio la carretera LU-642, que al norte enlaza con Oural y al este con Ferrería. Hacia el noroeste parte también la LU-P-2503, que llega a Foilebar.

## Patrimonio

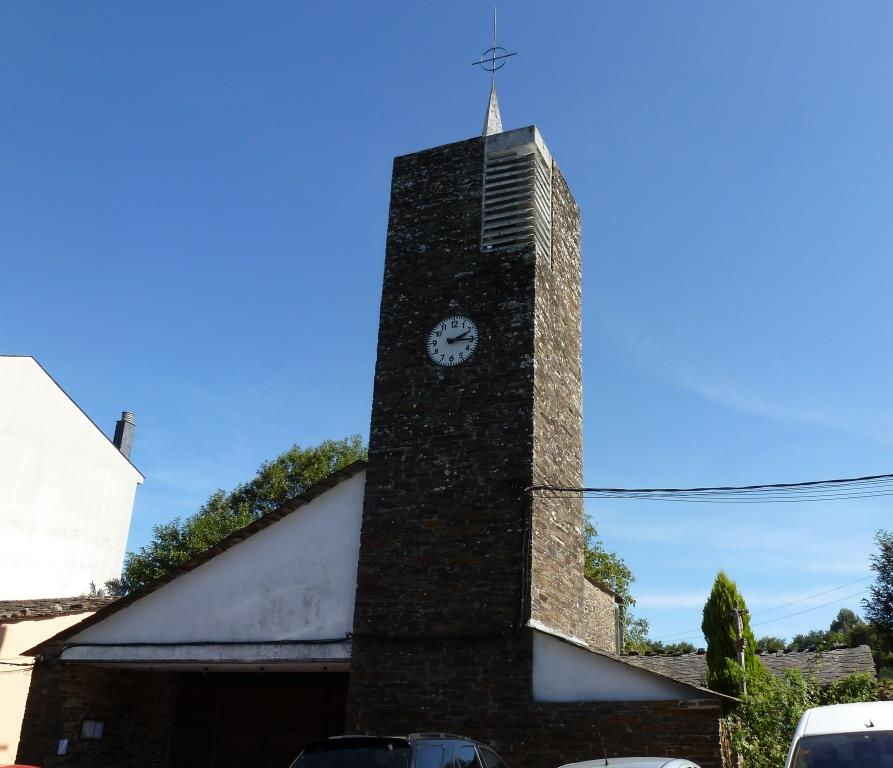
Iglesia de Santa Cruz

El principal monumento de la parroquia es la iglesia de Santa María de la Cruz, catalogada como bien de interés cultural. Es obra del arquitecto José Luis Fernández del Amo Moreno y se construyó entre 1961 y 1963. 
Une materiales tradicionales, como los muros de loseta y los pavimentos de piedra de las canteras lucenses, y los materiales tradicionales, como las cerchas y los soportes de acero. El campanario fue concebido como un prisma de loseta ciego con una esfera de reloj, una celosía ranurada en la esquina superior y una aguja. Las vidrieras son obra de José Luis Gómez Paredes, mientras que el altar, el sagrario y la imagen de los Dolores son de José Luis Sánchez Fernández.
En 2015 la Real Academia Gallega de Bellas Artes incluyó la iglesia en una lista de 13 obras de arquitectura moderna de Galicia para las que pidió la declaración bien de interés cultural. En 2020 finalizaron las obras de restauración de la iglesia, financiadas por la Consellería de Cultura y Turismo de la Junta de Galicia. Finalmente, el 8 de abril de 2021 el Consejo de la Junta de Galicia declaró la iglesia bien de interés cultural.